# 索菲亞市集中心

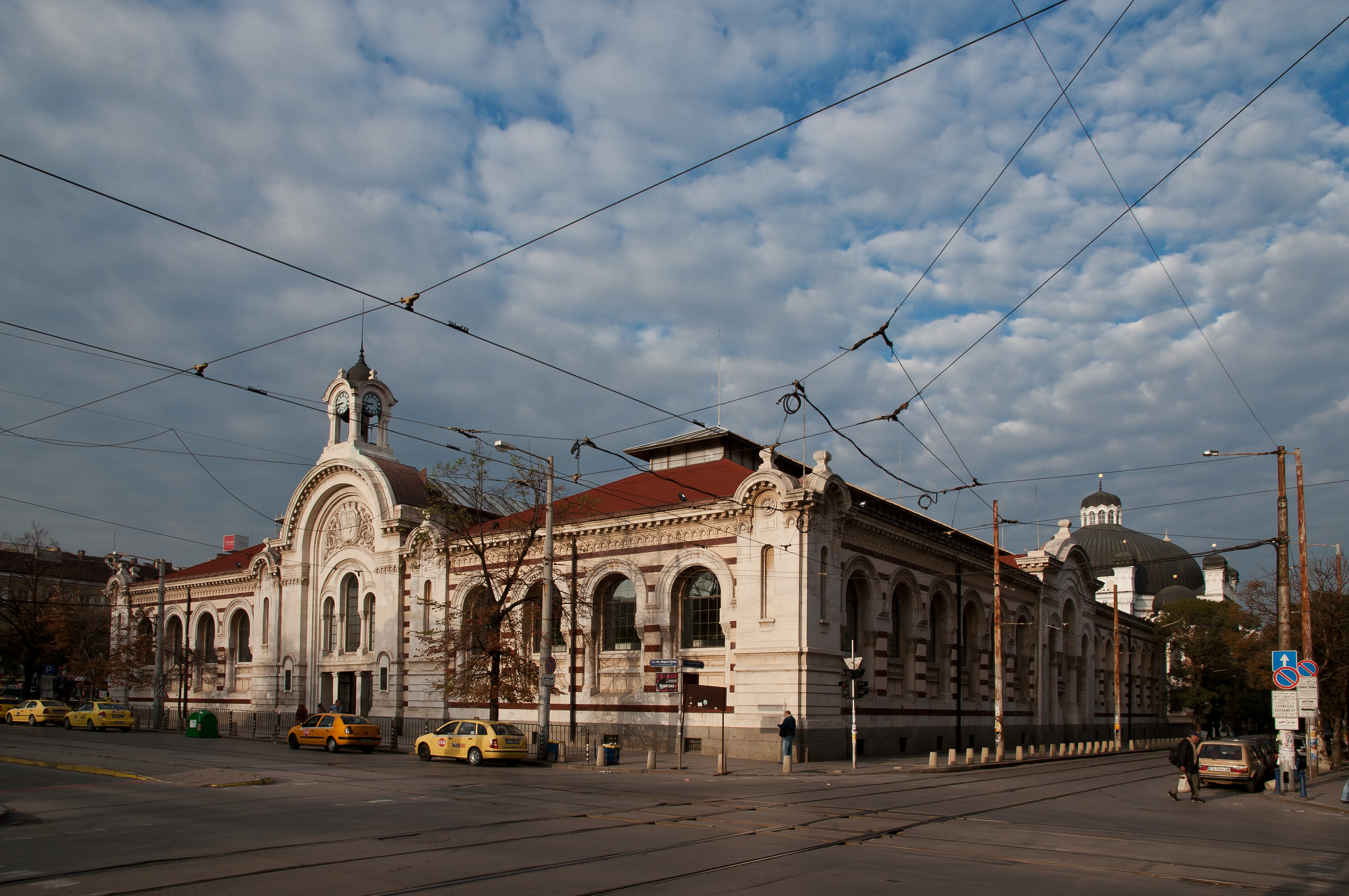

42°42′0″N 23°19′18″E / 42.70000°N 23.32167°E
索菲亞市集中心是位於保加利亞首都索菲亞的一個市內市場，開業於1911年，是索菲亞最重要的貿易中心。索菲亞市集中心的面積超過3200平方米，開工於1909年，歷時兩年竣工。1988年，索菲亞市集中心一度關閉。索菲亞市集中心在2000年復活節重新開放。